# Viking Fotballklubb 1982
Questa voce raccoglie le informazioni riguardanti il Viking Fotballklubb nelle competizioni ufficiali della stagione 1982.

## Rosa
| N. |                     | Ruolo | Calciatore         |
| -- | ------------------- | ----- | ------------------ |
|    | Norvegia (bandiera) | P     | Tore Haugvaldstad  |
|    | Norvegia (bandiera) | P     | Erik Johannessen   |
|    | Norvegia (bandiera) | D     | Bjarne Berntsen    |
|    | Norvegia (bandiera) | D     | Rolf Bjørnsen      |
|    | Norvegia (bandiera) | D     | Tor Reidar Brekke  |
|    | Norvegia (bandiera) | D     | Svein Fjælberg     |
|    | Norvegia (bandiera) | D     | Gunnstein Fjetland |
|    | Norvegia (bandiera) | D     | Tonning Hammer     |
|    | Norvegia (bandiera) | D     | Per Henriksen      |
|    | Norvegia (bandiera) | D     | Bjørn Kvia         |
|    | Norvegia (bandiera) | D     | Sigbjørn Slinning  |

| N. |                        | Ruolo | Calciatore         |
| -- | ---------------------- | ----- | ------------------ |
|    | Norvegia (bandiera)    | C     | Cato Andersen      |
|    | Norvegia (bandiera)    | C     | Terje Austenå      |
|    | Norvegia (bandiera)    | C     | Åge Risanger       |
|    | Norvegia (bandiera)    | C     | Knut Inge Svela    |
|    | Norvegia (bandiera)    | C     | Torbjørn Svendsen  |
|    | Norvegia (bandiera)    | C     | Arndt Tellefsen    |
|    | Norvegia (bandiera)    | C     | Inge Valen         |
|    | Inghilterra (bandiera) | A     | Gary Goodchild     |
|    | Norvegia (bandiera)    | A     | Trygve Johannessen |
|    | Norvegia (bandiera)    | A     | Isak Arne Refvik   |
|    | Norvegia (bandiera)    | A     | Erik Tangen        |

## Risultati

### Campionato

#### Girone di andata
| Fredrikstad 25 aprile 1982 | Fredrikstad | 2 – 0 | Viking | Fredrikstad Stadion |

| Stavanger 2 maggio 1982 | Viking | 3 – 1 | Start | Stavanger Stadion |

| Ulsteinvik 9 maggio 1982 | Sogndal | 0 – 1 | Viking | Høddvoll Stadion |

| Stavanger 16 maggio 1982 | Viking | 4 – 1 | Lillestrøm | Stavanger Stadion |

| Bryne 20 maggio 1982 | Bryne | 1 – 1 | Viking | Bryne Stadion |

| Stavanger 24 maggio 1982 | Viking | 1 – 2 | HamKam | Stavanger Stadion |

| Haugesund 31 maggio 1982 | Moss | 0 – 1 | Viking | Haugesund Stadion |

| Stavanger 7 giugno 1982 | Viking | 2 – 2 | Mjøndalen | Stavanger Stadion |

| Molde 13 giugno 1982 | Molde | 1 – 3 | Viking | Molde Stadion |

| Stavanger 27 giugno 1982 | Viking | 0 – 0 | Vålerengen | Stavanger Stadion |

| Trondheim 30 giugno 1982 | Rosenborg | 1 – 1 | Viking | Lerkendal Stadion |

#### Girone di ritorno
| Stavanger 2 agosto 1982 | Viking | 2 – 0 | Fredrikstad | Stavanger Stadion |

| Kristiansand 8 agosto 1982 | Start | 0 – 2 | Viking | Kristiansand Stadion |

| Stavanger 15 agosto 1982 | Viking | 3 – 3 | Sogndal | Stavanger Stadion |

| Lillestrøm 18 agosto 1982 | Lillestrøm | 1 – 2 | Viking | Åråsen Stadion |

| Stavanger 22 agosto 1982 | Viking | 1 – 2 | Bryne | Stavanger Stadion |

| Hamar 29 agosto 1982 | HamKam | 1 – 4 | Viking | Briskeby Gressbane |

| Stavanger 5 settembre 1982 | Viking | 2 – 1 | Moss | Stavanger Stadion |

| Nedre Eiker 12 settembre 1982 | Mjøndalen | 2 – 1 | Viking | Nedre Eiker Stadion |

| Stavanger 26 settembre 1982 | Viking | 1 – 1 | Molde | Stavanger Stadion |

| Tønsberg 3 ottobre 1982 | Vålerengen | 0 – 2 | Viking | Tønsberg Gressbane |

| Stavanger 10 ottobre 1982 | Viking | 2 – 2 | Rosenborg | Stavanger Stadion |

### Coppa di Norvegia
|  | Klepp | 0 – 6 | Viking |  |

|  | Vard Haugesund | 0 – 6 | Viking |  |

|  | Viking | 7 – 0 | Os |  |

|  | Viking | 2 – 0 | Strømmen |  |

|  | Start | 1 – 1 (d.t.s.) | Viking |  |

|  | Viking | 4 – 0 | Start |  |

|  | Viking | 0 – 1 | Molde |  |

### Coppa UEFA
|  | Viking | 1 – 0 | Lokomotive Lipsia |  |

|  | Lokomotive Lipsia | 3 – 2 | Viking |  |

|  | Viking | 1 – 3 | Dundee United |  |

|  | Dundee United | 0 – 0 | Viking |  |